# Боббі Джонс
Боббі Джонс (17 березня 1902, Атланта, Джорджія — 18 грудня 1971, там само) — американський гравець-аматор в гольф, за професією юрист. Боббі Джонса часто плутали з дизайнером поля для гольфу Робертом Трент Джонсом, з яким він інколи працював.
Джонс був одним з найуспішніших гравців-аматорів в історії змагань на національному та міжнародному рівнях. На піку своєї кар'єри з 1923 по 1930 рік він домінував на аматорських змаганнях вищого рівня і дуже успішно змагався з найкращими в світі професійними гравцями в гольф. Джонс часто перемагав таких зірок гольфу, як Уолтер Хаген і Джин Саразен, які були кращими гравцями-професіоналами свого часу. Джонс працював юристом, що було його основним доходом. Проте також він брав участь у змаганнях з гольфу як аматор, здебільшого на неповну ставку. Він вирішив піти зі змагань у віці 28 років, хоча після цього він працював інструктором з гольфу та дизайнером оснащення.
У 1930 році Джонс пояснив своє рішення закінчити кар'єру: «Він [чемпіонат з гольфу] — щось на зразок клітки. Спочатку ви повинні потрапити в неї, а потім залишитися там. Але, звичайно, ніхто не може там залишатися». Джонс найбільш відомий своїм унікальним «Великим шоломом», який отримав за перемоги на всіх чотирьох головних турнірах з гольфу в той час (відкритий і аматорський чемпіонат в США та Великій Британії) в одному календарному році (1930 р.).
У 1933 році Джонс заснував і допомагав у створенні Національного гольф-клубу «Augusta», а також став одним із засновників Masters Tournament, який щорічно проводиться клубом з 1934 року (за винятком 1943—1945 років, коли турнір був скасований через Другу світову війну). Інновації, які він ввів у Masters, були скопійовані практично на кожному професійному турнірі з гольфу, що проходить в світі. Masters Tournament перетворилися в один з чотирьох головних чемпіонатів з гольфу. 18 серпня 1948 року Джонс востаннє зіграв у гольф-клубі East Lake Golf Club, на його рідному полі в Атланті. Опісля цього, через проблеми зі здоров'ям, він остаточно покинув гольф.

## Біографія

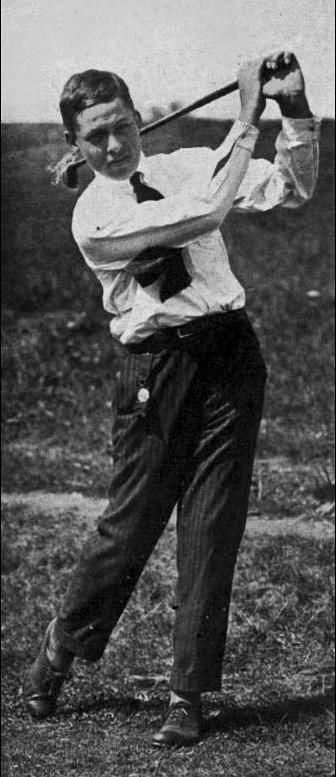
Джонс у віці 14 років

Джонс народився у місті Атланта, штат Джорджія. Ще у юному віці він мав вади здоров'я, і для зміцнення організму лікарі порадили Джонсу грати у гольф. Заохочений батьком, Робертом Пурмедусом Джонсом, адвокатом Атланти, Джонс з самого початку любив гольф. Він швидко перетворився на вундеркінда, який виграв свій перший дитячий турнір у віці шести років на своєму домашньому полі в гольф-клубі East Lake. У 1916 році, у віці 14 років, Джонс виграв свою першу велику гольф-подію, коли виступав на вступному чемпіонаті штату Джорджія серед аматорів, який був проведений Асоціацією гольфу штату Джорджія в столичному клубі в Брукхевені. Його перемога на цьому чемпіонаті вперше поставила його в центр національної уваги. Перемога на аматорських змаганнях у штаті Джорджія привернула увагу Асоціації гольфу США, яка нагородила Джонса першим запрошенням до американської аматорської команди в Меріон біля Філадельфії. Джонс вийшов у чвертьфінал у своїй першій грі у цій події.
Джонс вперше успішно представив Сполучені Штати у двох переможних міжнародних матчах аматорських команд проти Канади у 1919 та 1920 роках, заробивши три з чотирьох можливих очок у «четвірках» та в одиночній грі. У 1919 році він поїхав до гольф-клубу «Hamilton Golf» та вперше взяв участь у змаганнях за межами США, а згодом у 1920 році грав у заміському клубі «Engineers Country Club» в Росліні, Лонг-Айленд. Ще підлітком, Джонс був на той день наймолодшим гравцем у серії. Джонс також грав у Відкритому чемпіонаті Канади 1919, знаходячись у Гамільтоні, Онтаріо, він виступив дуже добре, посівши друге місце, але на 16 ударів відстаючи від переможця Дж. Дугласа Едгара

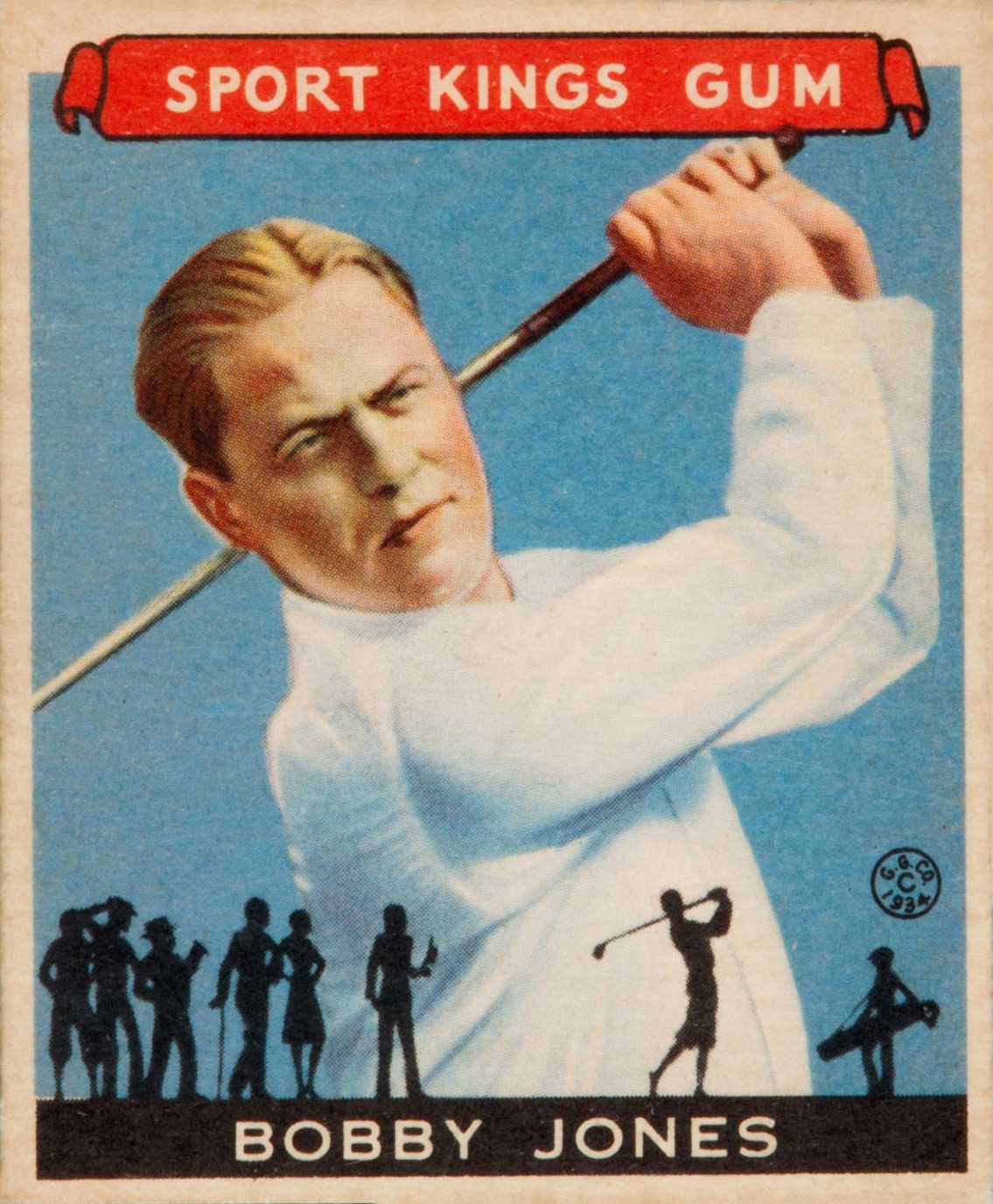
Боббі Джонс у 1933 році зображений на бейсбольній картці «Goudey»

Джонс виграв свій перший Відкритий чемпіонат США в 1923 році. Після цієї перемоги в нью-йоркському кантрі-клубі Інвуд, завдяки своїй перемозі в 1930 році в американському аматорському, він виграв 13 великих чемпіонатів (якими вони вважались на той час) за 21 спробу. Джонс був першим гравцем, який виграв «Дубль» — як відкритий чемпіонат США, так і чемпіонат Великої Британії в одному і тому ж році (1926). Він був другим (і останнім), що виграв Відкритий чемпіонат США та Аматорські команди США в одному ж році (1930). До цього це вдавалося зробити лише Чіку Евансу в 1916 році.
Згодом у 1930 році Боббі Джонс вирішив залишити професійну кар'єру гольфіста припинивши брати участь у змаганнях. Проте у 1934 році Джонс повернуся, аби грати в «Masters» на нерегулярній основі, що він і робив до 1948 року. Джонс зіграв свій останній раунд в гольф у гольф-клубі East Lake, на своєму домашньому полі в Атланті, 18 серпня 1948 року.
У тому ж 1948 році в Джонса діагностували сирингомієлію, заповнену рідиною порожнину спинного мозку, що викликає параліч. Згодом Джонс був вимушений пересуватися за допомогою інвалідного візка. Він помер в Атланті 18 грудня 1971 року, через три дні після прийняття католицизму. Джонса ввели до Всесвітньої залу слави гольфу в 1974 році.